# 斯泰瑙爾 (內布拉斯加州)
斯泰瑙爾（英語：Steinauer）是位於美國內布拉斯加州波尼縣的村。

## 人口
根據2020年美國人口普查的數據，斯泰瑙爾的面積為0.35平方千米，皆為陸地。當地共有人口59人，而人口密度為每平方千米169人。